# Norbert Pietralla
Norbert Andreas Pietralla (* 23. Februar 1967 in Kaldenkirchen) ist ein deutscher Kernphysiker. 
Seit 2006 ist er Professor am Institut für Kernphysik der Technischen Universität Darmstadt.

## Leben
Er hat Physik in Köln studiert, wo er 1996 promovierte und sich 2003 habilitierte. Norbert Pietralla war an der Duke University in Durham im Bundesstaat North Carolina sowie von 2003 bis 2006 Dozent an der Stony Brook University im Bundesstaat New York, USA. Im Jahre 2006 hat er einen Ruf für eine Professur für experimentelle Teilchenphysik an der TU Darmstadt angenommen. Dort ist er geschäftsführender Direktor des Instituts für Kernphysik. Pietralla ist maßgeblich an der Bewilligung des internationalen Forschungsprojekts Extreme Light Infrastructure beteiligt.
In mehr als 580 wissenschaftlichen Artikeln beschäftigt er sich mit experimenteller Kernphysik.
Pietralla war 2015 mit Thomas Aumann und Heiko Scheit an der Entdeckung einer seltenen Form des Doppelgammazerfall beteiligt. Dabei findet ein Doppelgammazerfall in Konkurrenz zu einem gewöhnlichen Gammazerfall statt (zuvor wurde der Doppelgammazerfall nur beobachtet, wenn der direkte Zerfall in erster Ordnung quantenmechanischer Störungstheorie verboten war).
Norbert Pietralla ist verheiratet und hat zwei Töchter.

## Auszeichnungen
- 2004: Physik-Preis der Akademie der Wissenschaften zu Göttingen für seine Untersuchungen von gemischt-symmetrischen Kernzuständen[9]
- 2016: Sonderpreis Interdisziplinäre Lehre der TU Darmstadt für die interdisziplinäre Vorlesungsreihe „Was steckt dahinter?“ (zusammen mit Lambert Alff)[10]